# Myriopholis rouxestevae
Myriopholis rouxestevae là một loài rắn trong họ Leptotyphlopidae. Loài này được Trape & Mane mô tả khoa học đầu tiên năm 2004.